# كريستينا كاستانيو
كريستينا كاستانيو (بالإسبانية: Cristina Castaño)‏ هي ممثلة إسبانية، ولدت في 30 أكتوبر 1978 في إيطاليا.

## وصلات خارجية
- كريستينا كاستانيو على موقع IMDb (الإنجليزية)
- كريستينا كاستانيو على موقع قاعدة بيانات الفيلم (الإنجليزية)